# Assembleia da República
A Assembleia da República é o órgão legislativo de Portugal e o segundo órgão de soberania do país. É um parlamento unicameral, composto por 230 deputados eleitos por sufrágio universal direto e secreto para mandatos de quatro anos. A Assembleia da República tem os poderes de legislar e de fiscalizar a atuação do Governo, para além de exercer a sua função primordial de representação dos cidadãos portugueses. A Assembleia da República reúne-se no Palácio de São Bento e nas traseiras do edifício situa-se a Residência Oficial do Primeiro-Ministro. Na atual legislatura, a XVII Legislatura da Terceira República Portuguesa, Luís Montenegro (PPD/PSD) é o atual Primeiro-Ministro e André Ventura (CH) é o  Líder do Maior Partido da Oposição.

## Competências
A Assembleia da República tem uma competência legislativa e política geral. A Constituição prevê que certas matérias constituam reserva absoluta de competência legislativa, isto é, a Assembleia não pode, sobre elas, autorizar o Governo a legislar. Entre estas inclui-se, por exemplo, a aprovação das alterações à Constituição, os estatutos político-administrativos das regiões autónomas (Açores e Madeira), as leis das grandes opções dos planos e do Orçamento do Estado, os tratados de participação de Portugal em organizações internacionais, o regime de eleição dos titulares dos órgãos de soberania (Presidente da República e Assembleia da República), bem como dos Deputados às Assembleias Legislativas das Regiões Autónomas dos Açores e da Madeira e dos titulares dos órgãos do poder local, e o regime do referendo. Sobre outras matérias da sua exclusiva competência, a Assembleia pode conceder ao Governo autorização para legislar — é o que se designa por reserva relativa — onde se incluem as bases do sistema de segurança social e do serviço nacional de saúde, a criação de impostos e sistema fiscal, a organização e competência dos Tribunais, entre outras.
A relação da Assembleia da República com os demais órgãos de soberania é constitucionalmente vinculada pelo princípio da separação de poderes e interdependência daqueles órgãos. Isto é, as competências soberanas do Estado estão distribuídas pelos vários órgãos de soberania que cooperam entre si ou detêm mecanismos de controlo.
Relativamente às relações da Assembleia da República com o Presidente da República, este pode dissolver o Parlamento e vetar os decretos da Assembleia. No entanto, o Presidente tem de tomar posse perante o Parlamento, de requerer a autorização da Assembleia para se ausentar do país ou para declarar o estado de sítio e o estado de emergência, e promulgar um decreto antes vetado, mediante determinadas condições previstas na lei.
É, também, à Assembleia da República que cabe a fiscalização da atividade do Governo e da Administração, bem como vigiar pelo cumprimento da Constituição e das leis. Ou seja, o Governo tem de prestar contas à Assembleia, pelo que está obrigado a responder aos deputados, quer em sessão plenária, quer em reuniões das comissões parlamentares, ou mesmo por escrito às perguntas que lhe forem enviadas. Assim, o Governo depende da confiança do Parlamento, designadamente através de:
- Apresentação do seu programa, que se rejeitado implica a sua demissão;
- Moções de censura, que se aprovadas implicam a sua demissão;
- Moções de confiança, que se rejeitadas implicam a sua demissão;
- Carece da intervenção da Assembleia para aprovar a sua proposta de Orçamento do Estado. Já os tribunais detêm a função jurisdicional, competindo-lhes "administrar a justiça em nome do povo".

Quanto às relações com os Tribunais, a Assembleia da República elege:
- sete vogais do Conselho Superior da Magistratura;
- quatro membros para o Conselho Superior dos Tribunais Administrativos e Fiscais;
- cinco membros para o Conselho Superior do Ministério Público.

As competências e as regras de funcionamento da Assembleia da República e os direitos e deveres dos seus membros são definidos pela Constituição, pelo Regimento, pelo Estatuto dos Deputados e pelo Código de Conduta.

## Regimento
O Regimento da Assembleia da República é o documento que dispõe as regras de regulamento interno do Parlamento, aprovado por resolução, onde estão previstas todas as regras relativas à sua organização, funcionamento e formas de processo para o exercício das competências previstas na Constituição. Compete à Mesa da Assembleia interpretar o regimento e integrar as lacunas.

## Deputados

### Eleição
Os deputados à Assembleia da República são eleitos por 22 círculos eleitorais. No continente, correspondem aos dezoito distritos. Existem, ainda, dois círculos que correspondem a cada uma das regiões autónomas e outros dois que representam os cidadãos portugueses residentes no estrangeiro, que residam na Europa e fora da Europa, respetivamente.
Nas eleições legislativas de 2025, o número de deputados a eleger em cada círculo eleitoral era:
| Distrito                             | Deputados | Mapa |
| ------------------------------------ | --------- | ---- |
| Lisboa                               | 48        |      |
| Porto                                | 40        |      |
| Braga e Setúbal                      | 19        |      |
| Aveiro                               | 16        |      |
| Leiria                               | 10        |      |
| Coimbra, Faro e Santarém             | 9         |      |
| Viseu                                | 8         |      |
| Madeira                              | 6         |      |
| Açores, Vila Real e Viana do Castelo | 5         |      |
| Castelo Branco                       | 4         |      |
| Beja, Bragança, Évora e Guarda       | 3         |      |
| Portalegre, Europa e Fora da Europa  | 2         |      |

### Início e termo do mandato
O início e o termo do mandato dos deputados, bem como a suspensão, substituição e renúncia, efetuam-se nos termos do Estatuto dos Deputados e demais legislação aplicável. Os poderes dos deputados são verificados pela Assembleia da República, precedendo parecer da comissão parlamentar competente ou, na sua falta, de uma comissão parlamentar de verificação de poderes, em regra constituída após a realização das eleições legislativas. A verificação de poderes consiste na apreciação da regularidade formal dos mandatos e na apreciação da elegibilidade dos deputados cujos mandatos sejam impugnados por facto que não tenha sido objeto de decisão judicial com trânsito em julgado.
Os deputados cuja regularidade formal do mandato tenha sido verificada subscrevem um termo de posse, no qual afirmam solenemente que irão desempenhar fielmente as funções em que ficam investidos e defender, cumprir e fazer cumprir a Constituição. O termo de posse é assinado no decurso da primeira reunião plenária da legislatura pelos deputados presentes, podendo a assinatura ocorrer no momento da chamada nominal para a eleição do Presidente da Assembleia da República. O termo de posse é assinado pelo Presidente da Assembleia da República e pelos dois secretários da Mesa que este indicar.
A perda do mandato verifica-se nos casos previstos no Estatuto dos Deputados, quando o deputado não tome assento na Assembleia até à quarta reunião ou deixe de comparecer a quatro reuniões do plenário por cada sessão legislativa, salvo motivo justificado. Se desejar, o deputado pode recorrer da decisão de perda de mandato proferida pela Mesa.

### Poderes
Constituem poderes dos deputados:
- Apresentar projetos de revisão constitucional;
- Apresentar projetos de lei, de Regimento ou de resolução, designadamente de referendo, e propostas de deliberação, e requerer o respetivo agendamento;
- Participar e intervir nos debates parlamentares, nos termos do Regimento;
- Fazer perguntas ao Governo sobre quaisquer atos deste ou da Administração Pública, salvo o disposto na lei em matéria de segredo de Estado;
- Requerer e obter do Governo ou dos órgãos de qualquer entidade pública os elementos, informações e publicações oficiais que considerem úteis para o exercício do seu mandato;
- Requerer a constituição de comissões parlamentares de inquérito;
- Apresentar propostas de alteração;
- Requerer a apreciação de decretos-leis para efeitos de cessação de vigência ou de alteração;
- Requerer a urgência do processamento de qualquer projeto ou proposta de lei ou de resolução ou de projeto de deliberação, bem como da apreciação de qualquer decreto-lei para efeitos de cessação de vigência ou de alteração;
- Apresentar moções de censura ao Governo;
- Participar nas discussões e votações;
- Propor a constituição de comissões parlamentares eventuais;
- Propor a realização de audições parlamentares;
- Requerer ao Tribunal Constitucional a fiscalização da constitucionalidade e da legalidade de normas nos termos dos artigos 278.º e 281.º da Constituição;
- Interpor recurso para o Tribunal Constitucional da deliberação do Plenário da Assembleia que confirma a declaração de perda de mandato, ou a declara, nos termos da alínea g) do n.º 2 do artigo 223.º da Constituição e da lei;
- Tomar lugar nas salas do Plenário e das comissões parlamentares e usar da palavra nos termos do Regimento;
- Desempenhar funções específicas na Assembleia;
- Propor alterações ao Regimento.

## Composição da Assembleia da República
|                       | Partido                     | Partido | Deputados    | Deputados | Deputados |
| Início da legislatura | Início da legislatura       | Partido | vs. anterior |           |           |
| •                     | Partido Social Democrata    | 89      | 89           | +11       |           |
|                       | Chega                       | 60      | 60           | +10       |           |
|                       | Partido Socialista          | 58      | 58           | -20       |           |
|                       | Iniciativa Liberal          | 9       | 9            | +1        |           |
|                       | Livre                       | 6       | 6            | +2        |           |
|                       | Partido Comunista Português | 3       | 3            | -1        |           |
| •                     | CDS – Partido Popular       | 2       | 2            | ±0        |           |
|                       | Bloco de Esquerda           | 1       | 1            | -4        |           |
|                       | Pessoas–Animais–Natureza    | 1       | 1            | ±0        |           |
|                       | Juntos pelo Povo            | 1       | 1            | +1        |           |

(•) Partidos do XXV Governo Constitucional da República Portuguesa

## Grupos parlamentares
Os deputados eleitos por cada partido ou coligação de partidos podem constituir-se em grupo parlamentar, desde que, na sua composição, tenham dois ou mais deputados. A constituição de cada grupo parlamentar efetua-se mediante comunicação dirigida ao Presidente da Assembleia da República, assinada pelos deputados que o compõem, indicando a sua designação, bem como o nome do respetivo presidente e dos vice-presidentes, se os houver. Cada grupo parlamentar estabelece livremente a sua organização.
Na XVII Legislatura, constituíram-se sete grupos parlamentares:
| Grupo parlamentar | Grupo parlamentar | Líder do partido                           | Presidente do grupo parlamentar | Vice-presidentes | Deputados |
| ----------------- | ----------------- | ------------------------------------------ | ------------------------------- | --- | --------- |
|                   | PPD/PSD           | Luís Montenegro                            | Hugo Soares                     | Miguel Guimarães; Hugo Carneiro; Regina Bastos; Pedro Alves; Isaura Morais; Alexandre Poço; António Rodrigues; Andreia Neto.                                                                                      | 87        |
|                   | CH                | André Ventura                              | Pedro Pinto                     | Rita Matias; Jorge Galveias; Cristina Rodrigues; Nuno Gabriel; Daniel Teixeira. | 60        |
|                   | PS                | José Luís Carneiro                         | Eurico Brilhante Dias           | Ana Paula Bernardo; António Mendonça Mendes; João Torres; Júlia Rodrigues; Luís Graça; Luís Testa; Mariana Vieira da Silva; Marina Gonçalves; Pedro Sousa; Porfirio Silva; Rui Santos; Sofia Pereira; Hugo Costa. | 58        |
|                   | IL                | Rui Rocha (2025) Mariana Leitão (2025–...) | Mariana Leitão                  | Sem vice-presidente | 9         |
|                   | L                 | (Rui Tavares) Grupo de Contacto            | Isabel Mendes Lopes             | Sem vice-presidente | 6         |
|                   | PCP               | Paulo Raimundo                             | Paula Santos                    | Sem vice-presidente | 3         |
|                   | CDS-PP            | Nuno Melo                                  | Paulo Núncio                    | Sem vice-presidente | 2         |

### Poderes
Constituem poderes de cada grupo parlamentar:
- Participar nas comissões parlamentares em função do número dos seus membros, indicando os seus representantes nelas;
- Determinar a ordem do dia de um certo número de reuniões plenárias;
- Provocar, com a presença do Governo, a realização de debates de urgência;
- Provocar, por meio de interpelação ao Governo, a realização de dois debates em cada sessão legislativa sobre assunto de política geral ou setorial;
- Provocar a realização de debates de atualidade;
- Exercer iniciativa legislativa;
- Apresentar moções de rejeição ao programa do Governo ou moções de censura ao Governo;
- Requerer a constituição de comissões parlamentares de inquérito;
- Produzir declarações de voto orais após cada votação final global.

### Direitos
Constituem direitos de cada grupo parlamentar:
- Eleger a sua direção e determinar a sua organização e regulamento internos;
- Escolher a presidência de comissões parlamentares e subcomissões;
- Ser ouvido na fixação da ordem do dia e interpor recurso para o Plenário da ordem do dia fixada;
- Solicitar à Comissão Permanente a convocação do Plenário;
- Produzir declarações políticas em Plenário;
- Requerer a interrupção da reunião plenária;
- Ser informado, regular e diretamente, pelo Governo, sobre o andamento dos principais assuntos de interesse público;
- Dispor de locais de trabalho na sede da Assembleia, bem como de pessoal técnico e administrativo da sua confiança, nos termos da lei.

## Deputados únicos representantes de partido
Os deputados únicos representam partidos que elegeram apenas um parlamentar para a Assembleia da República, não reunindo o número mínimo de dois deputados exigido para a constituição de um grupo parlamentar. O seu estatuto é regulado pelo Regimento da Assembleia e pelas normas aplicáveis aos deputados em geral, beneficiando ainda de algumas disposições específicas que procuram assegurar a sua intervenção no processo legislativo e nos trabalhos parlamentares. Apesar de não disporem da mesma capacidade de ação e dos mesmos meios que os grupos parlamentares, os deputados únicos mantêm o direito de iniciativa legislativa, podem participar em comissões (com exceções), intervir em plenário e contribuir ativamente para o debate político, assumindo sozinhos a responsabilidade de representar o seu partido no Parlamento.
Na XVII Legislatura, constituíram-se três deputados únicos:
| Grupo parlamentar | Grupo parlamentar | Líder do partido | Deputado único representante do partido | Deputados |
| ----------------- | ----------------- | ---------------- | --------------------------------------- | --------- |
|                   | B.E.              | Mariana Mortágua | Mariana Mortágua                        | 1         |
|                   | PAN               | Inês Sousa Real  | Inês Sousa Real                         | 1         |
|                   | JPP               | Élvio Sousa      | Filipe Sousa                            | 1         |

### Poderes
Constituem poderes de cada deputado único:                                                                                                                                                                                                          
- Intervir no debate de projetos e propostas de lei com um minuto (ou dois minutos, se for autor da iniciativa);
- Apresentar iniciativas legislativas (não há limite à iniciativa legislativa);
- Apresentar propostas e projetos de resolução e de lei;
- Produzir cinco declarações políticas por sessão legislativa;
- Participar em até três comissões parlamentares (exceto comissões de inquérito);
- Determinar a ordem do dia de uma reunião plenária por legislatura;
- Exercer os direitos e deveres gerais de qualquer deputado, nos termos da Constituição e do Regimento da Assembleia da República.

### Limitações
Por não integrarem grupo parlamentar, os deputados únicos não podem:                                                                                                                                                                                                                                                                 
- Apresentar moções de censura nem moções de rejeição ao programa de Governo por sua iniciativa;
- Pedir a constituição de comissões parlamentares de inquérito;
- Requerer a fiscalização da constitucionalidade de uma lei ao Tribunal Constitucional;
- Interpelar o Governo para forçar debates quinzenais ou setoriais;
- Agendar projetos de lei com a mesma frequência dos grupos parlamentares;
- Dispor de equipas de apoio técnico e administrativo com os mesmos recursos dos grupos;
- Ter presença regular em várias comissões em simultâneo, devido à sobreposição de horários;
- Escolher presidência de comissões ou subcomissões.

### Particularidades
- Têm maior visibilidade individual, por serem os únicos rostos dos seus partidos no Parlamento;
- Beneficiam de um regime de declarações políticas mais favorável do que deputados inseridos em grupos parlamentares;
- Enfrentam maiores desafios logísticos e operacionais, como falta de estrutura e apoio técnico;
- O exercício do mandato exige capacidade de síntese, foco estratégico e forte visibilidade política.

## Mesa da Assembleia da República

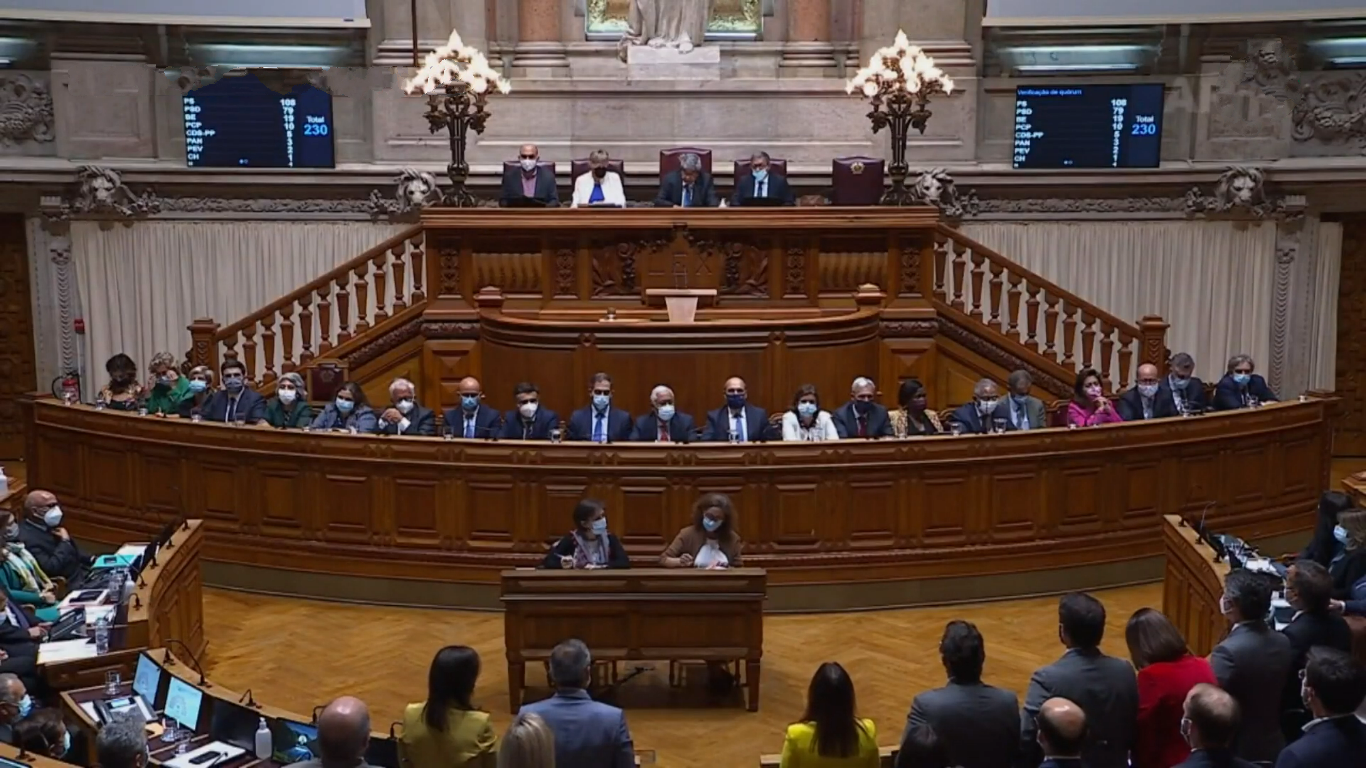
A Mesa da Assembleia da República, durante uma reunião plenária na Sala das Sessões. Em cima, o Presidente, ou o Vice-Presidente de turno, senta-se ao centro, com os Secretários e Vice-Secretários da Mesa a ladeá-lo. Na imagem, durante a discussão e votação do Orçamento de Estado para 2022, com a presença do Governo na sua bancada, em baixo (2021).

O Presidente da Assembleia da República e os Vice-Presidentes da Assembleia da República constituem a Presidência da Assembleia. A Mesa da Assembleia é composta pelo Presidente da Assembleia da República, por quatro Vice-Presidentes, quatro Secretários e quatro Vice-Secretários., sendo que, nas reuniões plenárias, a Mesa é constituída pelo Presidente da Assembleia da República e pelos Secretários. Na falta do Presidente e do seu substituto, as reuniões são presididas rotativamente pelos outros Vice-Presidentes ou, na sua falta, pelo deputado mais antigo e, em caso de idêntica antiguidade, pelo mais idoso de entre os mais antigos. Os Secretários são substituídos nas suas faltas pelos Vice-Secretários.
Compete à Mesa declarar a perda do mandato em que incorra qualquer deputado, assegurar o cabal desempenho dos serviços de secretaria; estabelecer o regulamento da entrada e frequência das galerias destinadas ao público e coadjuvar o Presidente da Assembleia da República no exercício das suas funções. Em relação às reuniões plenárias, compete à Mesa integrar nas formas previstas no Regimento as iniciativas orais e escritas dos Deputados, dos grupos parlamentares e do Governo, decidir as questões de interpretação e integração de lacunas do Regimento, e apreciar e decidir as reclamações relativas ao Diário. Das deliberações da Mesa cabe reclamação e recurso para o Plenário.
Na XVII Legislatura, a Mesa é composta pelos seguintes membros:
| Presidente       |  | José Pedro Aguiar-Branco    | Partido Social Democrata |
|                  |  |                             |                          |
| Vice-Presidentes |  | Teresa Morais               | Partido Social Democrata |
| Vice-Presidentes |  | Diogo Pacheco de Amorim     | Chega                    |
| Vice-Presidentes |  | Marcos Perestrello          | Partido Socialista       |
| Vice-Presidentes |  | Rodrigo Saraiva             | Iniciativa Liberal       |
|                  |  |                             |                          |
| Secretários      |  | Francisco Figueira          | Partido Social Democrata |
| Secretários      |  | Gabriel Mithá Ribeiro       | Chega                    |
| Secretários      |  | Joana Ferreira Lima         | Partido Socialista       |
| Secretários      |  | Germana Rocha               | Partido Social Democrata |
|                  |  |                             |                          |
| Vice-Secretários |  | Sandra de Sequeiros Pereira | Partido Social Democrata |
| Vice-Secretários |  | Filipe Melo                 | Chega                    |
| Vice-Secretários |  | Susana Correia              | Partido Socialista       |
| Vice-Secretários |  | Gonçalo Valente             | Partido Social Democrata |

### Presidente da Assembleia da República
O Presidente da Assembleia da República representa a Assembleia da República, dirige e coordena os seus trabalhos e exerce autoridade sobre todos os funcionários e agentes e sobre as forças de segurança postas ao serviço da Assembleia. Substitui, interinamente, o Presidente da República, nas suas ausências ou impedimento temporário ou, em caso de vagatura do cargo, até à tomada de posse do novo Presidente eleito. Durante o período de substituição interina o seu mandato de deputado suspende-se automaticamente.

#### Eleição e substituição

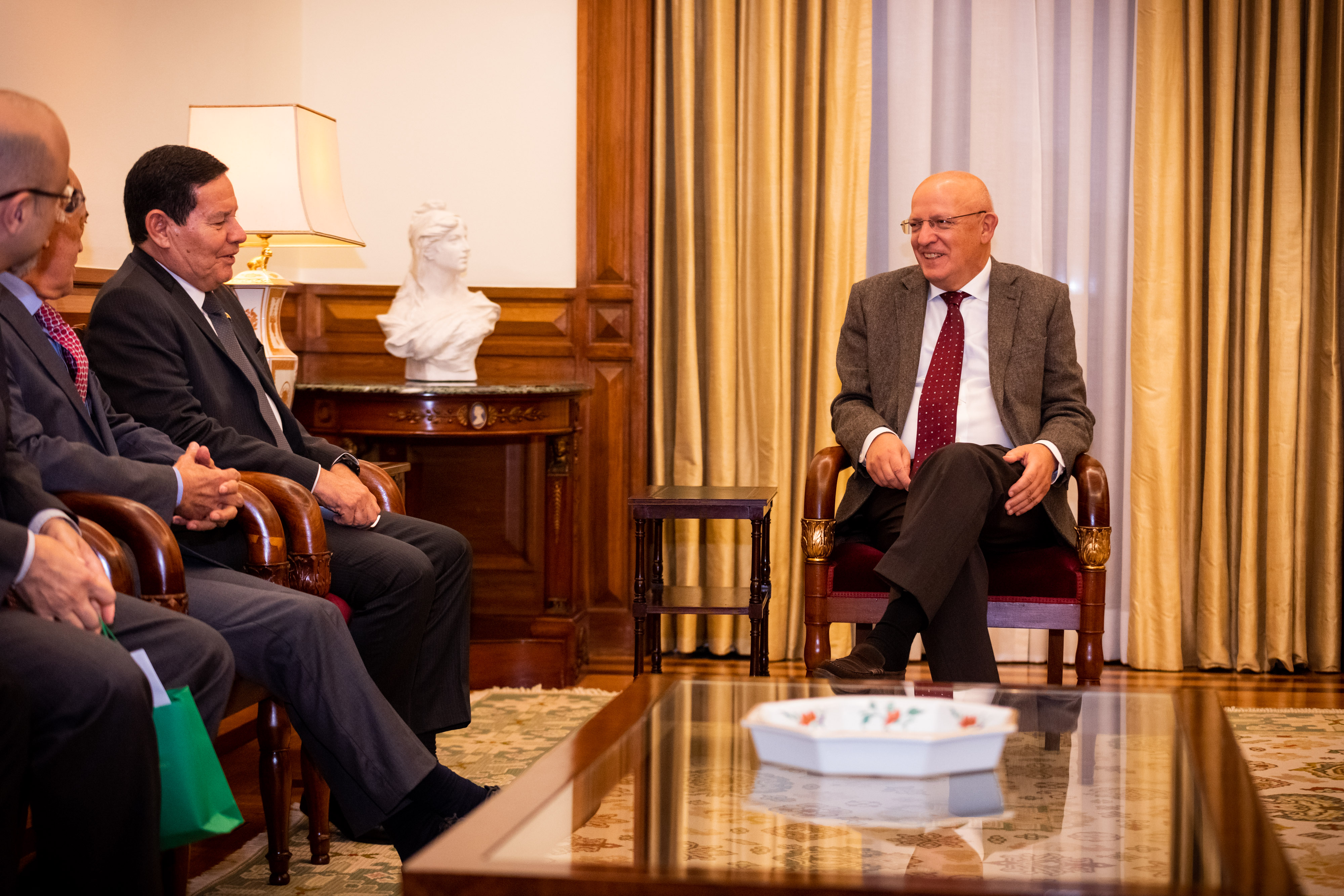
O ex-presidente da Assembleia da República, Augusto Santos Silva, numa reunião oficial, com o vice-presidente do Brasil, Hamilton Mourão.

O Presidente da Assembleia da República é eleito, para o período da Legislatura, por maioria absoluta dos votos dos deputados em efetividade de funções. As candidaturas para Presidente da Assembleia da República devem ser subscritas por um mínimo de um décimo e um máximo de um quinto do número de deputados. São apresentadas ao Presidente da Assembleia da República em exercício até duas horas antes do momento da eleição, que tem lugar na primeira reunião plenária da legislatura. É eleito Presidente da Assembleia da República o candidato que obtiver a maioria absoluta dos votos dos deputados em efetividade de funções. Se nenhum dos candidatos obtiver esse número de votos, procede-se imediatamente a segundo sufrágio, ao qual concorrem apenas os dois candidatos mais votados que não tenham retirado a candidatura. Se nenhum candidato for eleito, é reaberto o processo.
É substituído nas suas faltas ou impedimentos por cada um dos Vice-Presidentes da Assembleia da República. Em caso de doença, impedimento oficial de duração superior a sete dias ou ausência no estrangeiro, o Presidente da Assembleia da República é substituído pelo Vice-Presidente da Assembleia da República do grupo parlamentar a que pertence o Presidente ou pelo Vice-Presidente que o Presidente designar. Ainda assim, a cada Vice-Presidente da Assembleia da República cabe assegurar as substituições do Presidente da Assembleia da República por período correspondente ao quociente da divisão do número de meses da sessão legislativa pelo número de Vice-Presidentes.

#### Competências
Compete ao Presidente da Assembleia da República quanto aos trabalhos da Assembleia da República:
- Representar a Assembleia e presidir à Mesa;
- Marcar as reuniões plenárias e fixar a ordem do dia;
- Admitir ou não admitir as iniciativas legislativas;
- Submeter às comissões parlamentares competentes, para apreciação, o texto dos projetos ou propostas de lei e dos tratados ou acordos;
- Promover a constituição das comissões parlamentares, acompanhar e incentivar os respetivos trabalhos e velar pelo cumprimento dos prazos que lhes forem fixados pela Assembleia;
- Promover a constituição das delegações parlamentares, acompanhar e incentivar os respetivos trabalhos e velar para que contribuam para a visibilidade externa e para o prestígio da Assembleia e do País;
- Dinamizar a constituição dos grupos parlamentares de amizade, das comissões mistas interparlamentares e de outros organismos que se ocupem do diálogo da Assembleia com os países amigos de Portugal, acompanhar e incentivar os respetivos trabalhos e velar pelo cumprimento dos regulamentos sobre a matéria;
- Convocar os presidentes das comissões parlamentares e das subcomissões para se inteirar dos respetivos trabalhos;
- Receber e encaminhar para as comissões parlamentares competentes as representações ou petições dirigidas à Assembleia;
- Propor suspensões do funcionamento efetivo da Assembleia;
- Presidir à Comissão Permanente, à Conferência de Líderes e à Conferência dos Presidentes das Comissões Parlamentares;
- Pedir parecer à comissão parlamentar competente sobre conflitos de competências entre comissões parlamentares;
- Mandar publicar no Diário da República as resoluções da Assembleia e ordenar retificações ao Diário;
- Manter a ordem e a disciplina, bem como a segurança da Assembleia, podendo para isso requisitar e usar os meios necessários e tomar as medidas que entender convenientes;
- Apreciar a regularidade das candidaturas apresentadas por deputados para cargos eletivos, bem como anunciar os resultados da eleição e proclamar os candidatos eleitos;
- Superintender o pessoal ao serviço da Assembleia;
- Assegurar o cumprimento do Regimento e das deliberações da Assembleia.

Compete, ainda, ao Presidente da Assembleia da República presidir às reuniões plenárias, conceder a palavra aos deputados e aos membros do Governo e assegurar a ordem dos debates. Das decisões do Presidente da Assembleia da República tomadas em reunião plenária cabe sempre reclamação, bem como recurso para o Plenário. Cabe-lhe, igualmente, julgar as justificações das faltas dos deputados às reuniões plenárias, deferir os pedidos de substituição temporária, solicitar à Comissão Parlamentar de Transparência e Estatuto dos Deputados a apreciação de conflitos de interesses ou a realização de inquéritos a factos ocorridos no âmbito da Assembleia da República que comprometam a honra ou dignidade de qualquer deputado, bem como a eventuais irregularidades graves praticadas com violação dos deveres dos deputados, autorizar as deslocações de caráter oficial, enviar ao Presidente da República os decretos da Assembleia da República e os tratados internacionais aprovados.

#### Conferência de Líderes
O Presidente da Assembleia da República reúne-se com os líderes dos grupos parlamentares e Deputados únicos representantes de cada partido para marcar as reuniões plenárias, respetivas agendas (ordem do dia) e para outras situações sempre que o julgue necessário para o regular funcionamento da Assembleia da República. O Governo tem o direito de se fazer representar na Conferência. Os representantes dos grupos parlamentares têm, na Conferência, um número de votos igual ao número dos deputados que representam. As decisões da Conferência, na falta de consenso, são tomadas por maioria desde que esteja representada a maioria absoluta dos deputados em efetividade de funções. As decisões tomadas em cada reunião são vertidas numa súmula.

#### Conferência dos Presidentes das Comissões Parlamentares
A Conferência dos Presidentes das Comissões Parlamentares é presidida pelo Presidente da Assembleia da República e reúne com regularidade, a fim de acompanhar os aspetos funcionais da atividade destas, bem como avaliar as condições gerais do processo legislativo e a boa execução das leis. Compete-lhe participar na coordenação dos aspetos de organização funcional e de apoio técnico às comissões parlamentares; avaliar as condições gerais do processo legislativo, promover a elaboração de um relatório de progresso de escrutínio da atividade do Governo e definir, relativamente às leis aprovadas, aquelas sobre as quais deve recair uma análise qualitativa de avaliação dos conteúdos, dos seus recursos de aplicação e dos seus efeitos práticos. Deve, ainda, zelar pela harmonização do funcionamento das comissões parlamentares permanentes, nomeadamente através da emissão de orientações quanto aos respetivos regulamentos.

#### Lista de Presidentes da Assembleia da República[10]
|  | Presidente                                                 | Início do mandato | Fim do mandato   |
|  | ---------------------------------------------------------- | ----------------- | ---------------- |
|  | Henrique de Barros (Presidente da Assembleia Constituinte) | Junho de 1975     | Abril de 1976    |
|  | Vasco da Gama Fernandes                                    | Julho de 1976     | Outubro de 1978  |
|  | Teófilo Carvalho dos Santos                                | Outubro de 1978   | Janeiro de 1980  |
|  | Leonardo Ribeiro de Almeida                                | Janeiro de 1980   | Outubro de 1981  |
|  | Francisco Manuel Lopes Vieira de Oliveira Dias             | Outubro de 1981   | Novembro de 1982 |
|  | Leonardo Ribeiro de Almeida                                | Novembro de 1982  | Junho de 1983    |
|  | Manuel Alfredo Tito de Morais                              | Junho de 1983     | Outubro de 1984  |
|  | Fernando Monteiro do Amaral                                | Outubro de 1984   | Agosto de 1987   |
|  | Vítor Pereira Crespo                                       | Agosto de 1987    | Novembro de 1991 |
|  | António Moreira Barbosa de Melo                            | Novembro de 1991  | Novembro de 1995 |
|  | António de Almeida Santos                                  | Novembro de 1995  | Abril de 2002    |
|  | João Bosco Soares Mota Amaral                              | Abril de 2002     | Março de 2005    |
|  | Jaime José Matos da Gama                                   | Março de 2005     | Junho de 2011    |
|  | Maria da Assunção Andrade Esteves                          | Junho de 2011     | Outubro de 2015  |
|  | Eduardo Luís Barreto Ferro Rodrigues                       | Outubro de 2015   | Março de 2022    |
|  | Augusto Ernesto dos Santos Silva                           | Março de 2022     | Março de 2024    |
|  | José Pedro Correia de Aguiar-Branco                        | Março de 2024     | presente         |

### Vice-Presidentes, Secretários e Vice-Secretários
Os Vice-Presidentes, Secretários e Vice-Secretários da Assembleia da República são eleitos por legislatura, em ato eleitoral diferente da eleição para Presidente da Assembleia da República. Compete aos Vice-Presidentes da Assembleia da República, aconselhar o Presidente da Assembleia da República no desempenho das suas funções e substituí-lo nas suas ausências, bem como exercer os poderes e competências que lhes forem delegados pelo Presidente.
Aos Secretários da Mesa compete-lhes assegurar o expediente, proceder à verificação das presenças nas reuniões plenárias, bem como verificar em qualquer momento o quórum e registar as votações. Devem, ainda, ordenar as matérias a submeter à votação, organizar as inscrições dos deputados e dos membros do Governo que pretendam usar da palavra, fazer as leituras indispensáveis durante as reuniões plenárias, promover a publicação do Diário e assinar, por delegação do Presidente da Assembleia da República, a correspondência expedida em nome da Assembleia. Os Vice-Secretários substituem os Secretários nas suas faltas ou impedimentos e servem de escrutinadores.

## Funcionamento da AR

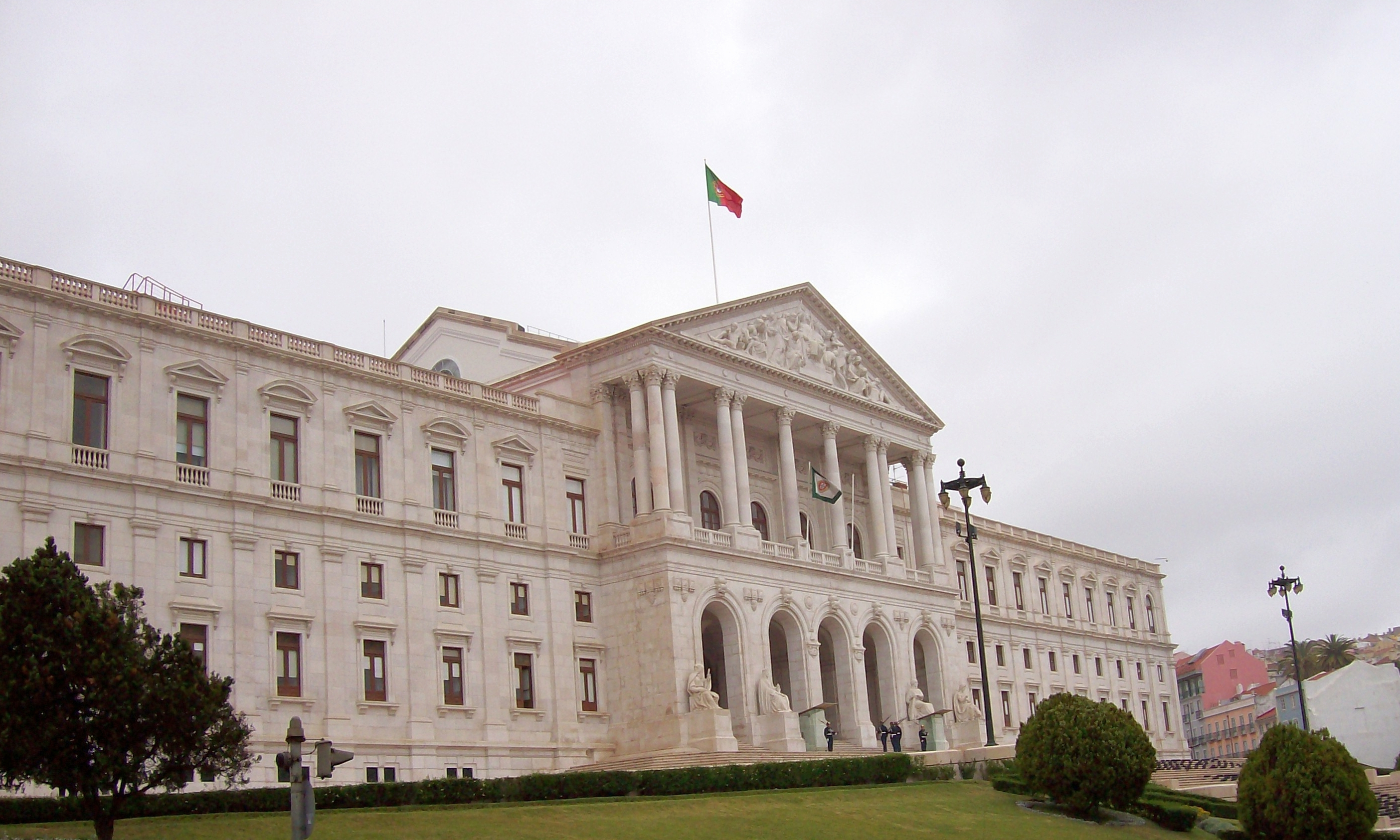
Fachada frontal do Palácio de São Bento em Lisboa

A Assembleia da República tem a sua sede em Lisboa, no Palácio de São Bento.
A sessão legislativa tem a duração de um ano e inicia-se a 15 de setembro. O período normal de funcionamento da Assembleia da República decorre de 15 de setembro a 15 de junho, sem prejuízo das suspensões que a Assembleia deliberar por maioria de dois terços dos deputados presentes. Antes do termo de cada sessão legislativa, o Plenário aprova, sob proposta do Presidente da Assembleia da República, ouvida a Conferência de Líderes, o calendário das atividades parlamentares da sessão legislativa seguinte. A Assembleia funciona todos os dias úteis, assim como, excecionalmente, em qualquer dia imposto pela Constituição e pelo Regimento ou quando assim o delibere.
Por norma, os trabalhos parlamentares organizam-se da seguinte forma:
|       | Segunda-feira             | Terça-feira            | Quarta-feira            | Quinta-feira                      | Sexta-feira                 |
| ----- | ------------------------- | ---------------------- | ----------------------- | --------------------------------- | --------------------------- |
| Manhã | Contacto com o eleitorado | Reuniões das comissões | Reuniões das comissões  | Reuniões dos grupos parlamentares | Reunião plenária e votações |
| Tarde | Contacto com o eleitorado | Reuniões das comissões | Reunião plenária        | Reunião plenária                  | Reuniões das comissõesa     |
| Tarde | Contacto com o eleitorado | Reuniões das comissões | Reuniões das comissõesa | Reuniões das comissõesa           | Reuniões das comissõesa     |

a As reuniões das comissões parlamentares têm lugar à terça-feira e na parte da manhã de quarta-feira e, sendo necessário, na parte da tarde de quarta-feira, de quinta-feira e de sexta-feira, após o final das reuniões plenárias.

## Reuniões plenárias

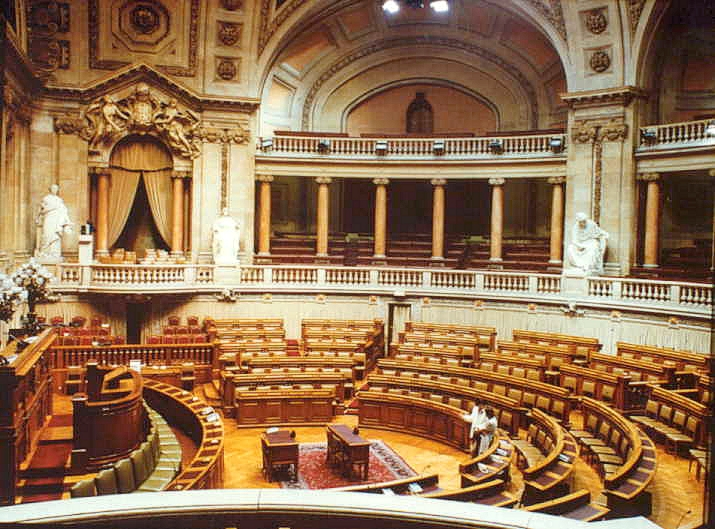
Sala das Sessões, ou Hemiciclo, onde decorrem as reuniões plenárias.

As reuniões plenárias congregam todos os 230 Deputados eleitos. Os deputados tomam lugar na sala pela forma acordada entre o Presidente da Assembleia da República e os representantes dos grupos parlamentares, por norma, distribuindo-se da esquerda para a direita da Mesa de acordo com a sua ideologia política. Na sala das sessões, há ainda lugares reservados para os membros do Governo. Durante o funcionamento das reuniões não é permitida a presença de pessoas na sala que não tenham assento na Assembleia ou que não estejam ao serviço da Assembleia, dos grupos parlamentares ou dos deputados, sem prejuízo das individualidades convidadas para sessões solenes, comemorativas ou protocolares. O público pode assistir a partir das galerias.
A presença dos deputados nas reuniões plenárias é objeto de registo eletrónico obrigatoriamente efetuado pelos próprios. A Assembleia da República só pode funcionar em reunião plenária com a presença de, pelo menos, um quinto do número de Deputados em efetividade de funções, sendo que as deliberações do Plenário são tomadas com a presença de mais de metade dos seus membros em efetividade de funções. Determinada pelo Presidente da Assembleia da República a verificação do quórum de funcionamento ou de deliberação, os deputados são convocados ao Plenário e, caso o mesmo não se encontre preenchido, registam-se as ausências para os efeitos previstos no regime geral de faltas, encerrando-se logo a sessão. Nesse caso, os pontos não concluídos acrescem, com precedência, à ordem do dia da sessão ordinária seguinte. Durante o funcionamento do Plenário não podem ocorrer reuniões de comissões parlamentares, salvo autorização excecional do Presidente da Assembleia da República ou se resultar de necessidade de organização dos trabalhos das comissões de inquérito.
As reuniões só podem ser interrompidas, até trinta minutos, por deliberação do Plenário, a requerimento de um grupo parlamentar; por decisão do Presidente da Assembleia da República, para obviar a situação de falta de quórum, procedendo-se a nova contagem quando o Presidente assim o determinar, ou, ainda, para garantir o bom andamento dos trabalhos.

### Ordem do dia
A ordem do dia é fixada pelo Presidente da Assembleia da República com a antecedência mínima de quinze dias, de acordo com as prioridades definidas no Regimento. Antes da fixação da ordem do dia, o Presidente da Assembleia da República ouve, a título indicativo, a Conferência de Líderes. As ordens do dia fixadas são mandadas divulgar, pelo Secretário da Mesa em quem o Presidente da Assembleia da República delegar a competência, no prazo de 24 horas, sendo que a sequência das matérias fixadas para cada reunião pode ser modificada por deliberação do Plenário. Na fixação da ordem do dia, o Presidente da Assembleia da República respeita a representatividade das forças políticas e as prioridades das matérias a serem discutidas.
Assim, constituem matérias de prioridade absoluta:
- Autorização ao Presidente da República para declarar a guerra e fazer a paz;
- Autorização e confirmação da declaração do estado de sítio e do estado de emergência;
- Apreciação do programa do Governo;
- Votação de moções de confiança ou de censura ao Governo;
- Aprovação das leis das Grandes Opções e do Orçamento do Estado;
- Debates sobre política geral provocados por interpelação ao Governo.

Constituem matérias de prioridade relativa:
- Reapreciação de decretos em caso de veto do Presidente da República;
- Aprovação de leis e tratados sobre matérias que constituam reserva absoluta de competência legislativa da Assembleia da República;
- Apreciação da participação de Portugal no processo de construção da União Europeia;
- Autorização ao Governo para contrair e conceder empréstimos e realizar outras operações de crédito que não sejam de dívida flutuante e estabelecer o limite máximo dos avales a conceder em cada ano pelo Governo;
- Apreciação da Conta Geral do Estado;
- Apreciação de decretos-leis aprovados no uso de autorização legislativa;
- Debate e votação dos estatutos político-administrativos das regiões autónomas;
- Concessão de amnistias e perdões genéricos;
- Aprovação de leis e tratados sobre matérias que constituam reserva relativa da competência legislativa da Assembleia da República;
- Apreciação de decretos-leis;
- Apreciação de decretos legislativos regionais;
- Aprovação de leis e convenções internacionais sobre as restantes matérias.

O Presidente da Assembleia da República inclui ainda na ordem do dia a apreciação das seguintes matérias: deliberações sobre o mandato de deputados, recursos das suas decisões, eleições suplementares da Mesa, constituição de comissões e delegações parlamentares, comunicações das comissões parlamentares, recursos da decisão sobre as reclamações, inquéritos, assentimento à ausência do Presidente da República do território nacional e designação de titulares de cargos externos à Assembleia. 
Os grupos parlamentares e os deputados únicos representantes de um partido têm direito à fixação da ordem do dia de reuniões plenárias, durante cada sessão legislativa, nos termos da grelha de direitos potestativos constante do Regimento.

## Comissões parlamentares
As comissões parlamentares constituem órgãos internos do Parlamento com competências especializadas que cabem na competência genérica da instituição parlamentar e regem-se diretamente pelos seus regulamentos internos e pelo Regimento da Assembleia da República, sendo que as regras gerais de funcionamento do Plenário são adotadas como direito subsidiário. Na Assembleia da República, existem dois tipos de comissões: as permanentes, que são comissões especializadas em razão da matéria e que têm jurisdição permanente, definidas no início de cada legislatura, e as eventuais, criadas por tempo limitado para cumprir determinada função, que culmina com a apresentação de um relatório descritivo dos trabalhos realizados, contendo as respetivas conclusões.
Cada comissão pode criar subcomissões, para acompanhar matérias específicas inseridas no âmbito de competências da respetiva comissão, sendo porém necessária a autorização prévia do Presidente da Assembleia da República, após consulta da Conferência dos Presidentes das Comissões Parlamentares. A sua composição e o seu âmbito são definidos pela comissão que as criou na sequência da autorização do Presidente da Assembleia, sendo as conclusões dos seus trabalhos também apresentadas à comissão. Além das subcomissões, as comissões podem também criar grupos de trabalho, para fins temporários e específicos, de natureza legislativa ou de acompanhamento de determinada matéria.
As comissões de inquérito são comissões eventuais que obedecem a um regime específico e que têm como missão vigiar pelo cumprimento da Constituição e das leis e apreciar os atos do Governo e da Administração. Para além de obedecerem a regras próprias em matéria de constituição, prazo de duração e funcionamento, as comissões de inquérito gozam dos poderes de investigação das autoridades judiciais.
Na XVI Legislatura, foram constituídas 14 comissões permanentes:
| N.º  | Comissão parlamentar                                                   | Sigla   | Presidente            | Presidente | Presidente | Vice-presidentes                               |
| ---- | ---------------------------------------------------------------------- | ------- | --------------------- | ---------- | ---------- | ---------------------------------------------- |
| 1.ª  | Comissão de Assuntos Constitucionais, Direitos, Liberdades e Garantias | 1CACDLG | Paula Cardoso         |            | PSD        | Manuel Magno (CH) Cláudia Santos (PS)          |
| 2.ª  | Comissão de Negócios Estrangeiros e Comunidades Portuguesas            | 2CNECP  | Sérgio Sousa Pinto    |            | PS         | Carlos Eduardo Reis (PSD) Rodrigo Saraiva (IL) |
| 3.ª  | Comissão de Defesa Nacional                                            | 3CDN    | Pedro Pessanha        |            | CHEGA      | Liliana Reis (PSD) José Costa (PS)             |
| 4.ª  | Comissão de Assuntos Europeus                                          | 4CAE    | Telmo Faria           |            | PSD        | Marta Temido (PS) Rui Tavares (L)              |
| 5.ª  | Comissão de Orçamento e Finanças                                       | 5COF    | Filipe Neto Brandão   |            | PS         | Pedro Coelho (PSD) Paulo Núncio (CDS)          |
| 6.ª  | Comissão de Economia, Obras Públicas, Planeamento e Habitação          | 6CEOPPH | Miguel Santos         |            | PSD        | Pedro Coimbra (PS) Carlos Guimarães Pinto (IL) |
| 7.ª  | Comissão de Agricultura e Pescas                                       | 7CAP    | Emília Cerqueira      |            | PSD        | João Graça (CH) Clarisse Campos (PS)           |
| 8.ª  | Comissão de Educação e Ciência                                         | 8CEC    | Manuela Tender        |            | CHEGA      | Germana Rocha (PSD) Eduardo Pinheiro (PS)      |
| 9.ª  | Comissão de Saúde                                                      | 9CS     | Ana Abrunhosa         |            | PS         | Marta Silva (CH) Ana Isabel Moreira (PSD)      |
| 10.ª | Comissão de Trabalho, Segurança Social e Inclusão                      | 10CTSSI | Eurico Brilhante Dias |            | PS         | Pedro Roque (PSD) José Soeiro (BE)             |
| 11.ª | Comissão de Ambiente e Energia                                         | 11CAENE | Salvador Malheiro     |            | PSD        | Rita Matias (CH) Pedro Vaz (PS)                |
| 12.ª | Comissão de Cultura, Comunicação, Juventude e Desporto                 | 12CCCJD | Edite Estrela         |            | PS         | Jorge Galveias (CH) António Filipe (PCP)       |
| 13.ª | Comissão de Poder Local e Coesão Territorial                           | 13CCTPL | Bruno Nunes           |            | CHEGA      | Carlos Silva Santiago (PSD) João Azevedo (PS)  |
| 14.ª | Comissão de Transparência e Estatuto dos Deputados                     | 14CTED  | Ofélia Ramos          |            | PSD        | Rui Paulo Sousa (CH) Isabel Oneto (PS)         |

### Composição
A composição das comissões parlamentares deve ser proporcional à representatividade dos grupos parlamentares, sendo as suas presidências, no conjunto, repartidas pelos grupos parlamentares em proporção do número dos seus Deputados. Os grupos parlamentares escolhem as presidências que lhes caibam, por ordem de prioridade, a começar pelo grupo parlamentar com maior representatividade. O número de membros de cada comissão parlamentar e a sua distribuição pelos diversos grupos parlamentares são fixados, por deliberação da Assembleia, sob proposta do Presidente da Assembleia da República e ouvida a Conferência de Líderes. Os deputados não inscritos e os deputados únicos representantes de um partido podem integrar as comissões parlamentares. Excecionalmente, atendendo à sua natureza, as comissões parlamentares podem ter uma composição mista, com membros permanentes e membros não permanentes em função dos pontos constantes nas ordens de trabalho. A indicação dos deputados para as comissões parlamentares compete aos respetivos grupos parlamentares e deve ser efetuada no prazo fixado pelo Presidente da Assembleia da República. Se algum grupo parlamentar não quiser ou não puder indicar representantes, não há lugar ao preenchimento das vagas por deputados de outros grupos parlamentares. Cada deputado pode ser membro efetivo de até duas comissões parlamentares permanentes e suplente de uma terceira; ou membro efetivo de uma comissão parlamentar permanente e suplente de até duas comissões parlamentares permanentes. No entanto, um deputado pode ser indicado como membro efetivo ou membro suplente de até um total de quatro comissões parlamentares permanentes, se o seu grupo parlamentar, em função do número dos seus deputados, não puder ter representantes em todas as comissões parlamentares; ou quando se tratar de um deputado único representante de um partido. Para além disso, um deputado pode ser indicado como membro efetivo de até três comissões parlamentares permanentes para garantir a proporcionalidade da representação dos grupos parlamentares ou quando se tratar de um deputado não inscrito. 
Os membros suplentes gozam de todos os direitos dos efetivos exceto o de votar, salvo quando estejam em substituição de um membro efetivo. Os deputados que não sejam membros efetivos ou suplentes numa comissão parlamentar, quando nela participem em substituição de um membro efetivo do seu grupo parlamentar, gozam de todos os direitos dos efetivos, incluindo o direito de voto. Sem prejuízo do quórum de funcionamento e de deliberação e das regras aplicáveis às presenças dos deputados em comissão, nas votações em comissão os votos de cada grupo parlamentar reproduzem a sua representatividade na Assembleia da República, especificando-se o número de votos individualmente expressos em sentido distinto da respetiva bancada e a sua influência no resultado, quando a haja.
A designação dos deputados nas comissões parlamentares permanentes faz-se por legislatura, perdendo a qualidade de membro da comissão parlamentar o deputado que deixe de pertencer ao grupo parlamentar pelo qual foi indicado, que solicite a sua saída, que seja substituído na comissão parlamentar, em qualquer momento, pelo seu grupo parlamentar, ou que deixe de comparecer a quatro reuniões da comissão parlamentar, por cada sessão legislativa, salvo motivo justificado. Compete aos presidentes das comissões parlamentares justificar as faltas dos seus membros efetivos, registadas oficiosamente pelos serviços.

### Competências
Compete às comissões parlamentares permanentes:
- Apreciar os projetos e as propostas de lei, as propostas de alteração, os tratados e acordos submetidos à Assembleia e produzir os competentes relatórios;
- Apreciar a apresentação de iniciativas legislativas;
- Votar na especialidade os textos aprovados na generalidade pelo Plenário;
- Acompanhar, apreciar e pronunciar-se, nos termos da Constituição e da lei, sobre a participação de Portugal no processo de construção da União Europeia e elaborar relatórios sobre a mesma;
- Apreciar as petições dirigidas à Assembleia;
- Inteirar-se dos problemas políticos e administrativos que sejam da sua competência e fornecer à Assembleia, quando esta o julgar conveniente, os elementos necessários à apreciação dos atos do Governo e da Administração;
- Verificar o cumprimento pelo Governo e pela Administração das leis e resoluções da Assembleia, podendo sugerir medidas;
- Propor ao Presidente da Assembleia da República a realização no Plenário de debates temáticos, sobre matéria da sua competência;
- Elaborar relatórios sobre matérias da sua competência;
- Elaborar e aprovar o seu Regulamento, Plano de Atividades e Orçamento;
- Apreciar as questões relativas ao Regimento e mandatos;
- Apresentar e apreciar os projetos de voto.

### Mesa das comissões parlamentares
A mesa das comissões parlamentares é constituída por um presidente e por dois ou mais vice-presidentes. Os membros da mesa são indicados pelos grupos parlamentares nos termos da distribuição proporcional de presidências e vice-presidências, na primeira reunião da comissão parlamentar, que é convocada ou dirigida pelo Presidente da Assembleia da República ou por um dos Vice-Presidentes da Assembleia da República em sua representação.
A mesa reúne regularmente com os coordenadores dos grupos parlamentares, que se podem fazer substituir por outro deputado com assento na comissão, e com os deputados únicos representantes de um partido que integram a comissão para preparação dos trabalhos, podendo o presidente convocar, sempre que entenda necessário ao bom funcionamento da comissão, os deputados não inscritos que integrem a comissão.
Compete aos presidentes das comissões representar a comissão, convocar as reuniões da comissão e dirigir os trabalhos, convocar e dirigir as reuniões da mesa, acompanhar os trabalhos das subcomissões em coordenação com os respetivos presidentes, participar na Conferência dos Presidentes das Comissões Parlamentares, justificar as faltas dos membros da comissão e despachar o expediente. Compete aos vice-presidentes substituir o presidente nas suas faltas e impedimentos e exercer as competências que por este lhes sejam delegadas. Na falta do presidente da comissão e dos vice-presidentes, as reuniões são presididas pelo deputado mais antigo e, em caso de idêntica antiguidade, pelo mais idoso de entre os mais antigos. O mesmo se aplica, com as necessárias adaptações, aos presidentes das subcomissões e coordenadores dos grupos de trabalho.

### Subcomissões
Sem prejuízo das competências próprias da comissão parlamentar permanente, podem ser constituídas subcomissões, mediante prévia autorização do Presidente da Assembleia da República, ouvida a Conferência dos Presidentes das Comissões Parlamentares. Compete às comissões parlamentares definir a composição e o âmbito das subcomissões. Podem integrar as subcomissões deputados que não são membros da respetiva comissão. As presidências das subcomissões são repartidas pelos grupos parlamentares, devendo a primeira presidência assegurar a alternância em relação à presidência da comissão parlamentar na qual se encontra inserida. As subcomissões apresentam as suas conclusões à respetiva comissão no final dos seus trabalhos ou de cada sessão legislativa. As subcomissões apenas têm competência deliberativa sobre a sua organização e funcionamento ou para realizar votações indiciárias.

### Grupos de trabalho
Sem prejuízo das suas competências próprias, em cada comissão parlamentar permanente podem ser constituídos grupos de trabalho, para realizar trabalhos preparatórios da discussão e votação na especialidade de projetos e propostas de lei e de resolução ou de outras matérias de competência da comissão, assegurar a realização de audiências ou a audição de peticionários, e realizar o acompanhamento temático de matérias da competência da comissão. Compete às comissões parlamentares definir a composição e o âmbito dos grupos de trabalho. Podem integrar os grupos de trabalho deputados que não são membros da respetiva comissão. As coordenações dos grupos de trabalho são repartidas pelos grupos parlamentares. Os grupos de trabalho apresentam um relatório à respetiva comissão no final dos seus trabalhos ou de cada sessão legislativa, tendo, à semelhança das subcomissões, apenas têm competência deliberativa sobre a sua organização e funcionamento ou para realizar votações indiciárias.

### Comissões parlamentares eventuais
A Assembleia da República pode constituir comissões parlamentares eventuais para qualquer fim determinado. A iniciativa da sua constituição, salvo as de inquérito, pode ser exercida por um mínimo de dez deputados ou por um grupo parlamentar. Compete-lhes apreciar os assuntos objeto da sua constituição, apresentando os respetivos relatórios nos prazos fixados pela Assembleia. Aplicam-se subsidiariamente às comissões parlamentares eventuais as regras fixadas para as comissões parlamentares permanentes.

### Relatores
As comissões parlamentares podem designar um deputado para assegurar a elaboração de relatório sobre tema da competência da comissão que não seja objeto de iniciativa legislativa. A deliberação que designa o relator deve indicar o respetivo objeto, o prazo para a elaboração do relatório e, facultativamente, algumas das entidades que devem ser ouvidas para a respetiva elaboração. A atividade do relator pode ser associada à atividade de uma subcomissão ou grupo de trabalho na deliberação que procede à sua designação. A indicação dos relatores é repartida pelos grupos parlamentares, podendo o deputado relator solicitar a sua substituição por outro deputado sempre que considerar que a introdução de aditamentos, ou a alteração ou eliminação de alguma das componentes do projeto de relatório por si apresentado, o impedem de assumir a sua autoria. Caso o relatório não seja aprovado, a comissão pode designar outro relator ou optar por não elaborar relatório.

## Comissão Permanente
Fora do período de funcionamento efetivo da Assembleia da República, durante o período em que ela se encontrar dissolvida, e nos restantes casos previstos na Constituição, funciona a Comissão Permanente da Assembleia da República. No início de cada legislatura, a Assembleia da República aprova o Regulamento da Comissão Permanente. é presidida pelo Presidente da Assembleia da República e composta pelos Vice-Presidentes da Assembleia da República e por deputados indicados por todos os partidos, de acordo com a respetiva representatividade na Assembleia. 
Compete à Comissão Permanente acompanhar a atividade do Governo e da Administração, exercer os poderes da Assembleia relativamente ao mandato dos deputados, promover a convocação da Assembleia sempre que tal seja necessário, preparar a abertura da sessão legislativa, dar assentimento à ausência do Presidente da República do país, autorizar o funcionamento das comissões parlamentares durante os períodos de suspensão da sessão legislativa, decidir as reclamações sobre inexatidões dos textos de redação final dos decretos e resoluções da Assembleia, designar as delegações parlamentares, autorizar o Presidente da República a declarar o estado de sítio ou o estado de emergência ou a declarar a guerra e a fazer a paz, e elaborar o seu regulamento. A Comissão Permanente promove a convocação da Assembleia no prazo mais curto possível, por qualquer meio de comunicação que assegure o seu efetivo conhecimento e publicidade.

## Publicidade dos trabalhos
As reuniões plenárias e das comissões parlamentares são públicas e, por regra, transmitidas pelo Canal Parlamento, bem como disponibilizadas no portal da Assembleia da República na Internet. As comissões parlamentares podem, excecionalmente, reunir à porta fechada, quando o caráter reservado das matérias a tratar o justifique, mediante deliberação nesse sentido ou nos casos em que o Regimento ou o respetivo regulamento o preveja.
Para o exercício da sua função, são reservados lugares na sala das reuniões para os representantes dos órgãos de comunicação social, devidamente credenciados. Achando-se esgotados os lugares reservados aos representantes dos órgãos de comunicação social, os serviços da Assembleia asseguram a sua assistência às reuniões plenárias noutro local disponível. A Mesa providencia a distribuição de textos dos assuntos em discussão e das intervenções aos representantes dos órgãos de comunicação social. 
Para informação dos deputados, dos órgãos de comunicação social e do público em geral, a Mesa promove, em articulação com o Secretário-Geral:
- A distribuição, antes de cada reunião plenária, de um boletim com a ordem do dia e outras informações sobre as atividades parlamentares;
- A publicação anual, em edições especiais, de relatórios elaborados no âmbito das diferentes comissões parlamentares, ouvidas as respetivas mesas;
- Outras iniciativas destinadas a ampliar o conhecimento das múltiplas atividades da Assembleia da República.

Todos os trabalhos e atos são publicados no jornal oficial da Assembleia, o Diário da Assembleia da República. As séries do Diário são publicadas integralmente no portal da Assembleia da República na Internet. Compreende duas séries independentes:
- 1.ª série — relato fiel e completo do ocorrido em cada reunião plenária.
- 2.ª série — subdivide-se em cinco subséries com textos vários relacionados com as diferentes atividades da Assembleia.

São elaboradas separatas do Diário da Assembleia da República para publicação prévia das iniciativas em discussão pública.
Os atos da Assembleia da República que, nos termos da lei, devam ser publicados na 1.ª série do Diário da República são remetidos à Imprensa Nacional-Casa da Moeda pelo Presidente da Assembleia da República.

## Conselho de Administração

Bandeira da Assembleia da República Portuguesa.

O Conselho de Administração é constituído por um máximo de sete deputados, em representação dos sete maiores grupos parlamentares, pelo Secretário-Geral da Assembleia da República e por um representante dos funcionários parlamentares, sendo presidido pelo deputado representante do maior grupo parlamentar.
São, designadamente, competências do Conselho de Administração pronunciar-se sobre a política geral de administração e os meios necessários à sua execução, elaborar as propostas de orçamento da Assembleia da República, o relatório e a Conta da Assembleia da República, as propostas de resolução relativas à estrutura orgânica dos serviços da Assembleia da República, ao quadro do seu pessoal e ao estatuto dos funcionários parlamentares e exercer a gestão financeira da Assembleia da República.

## Relações internacionais

### Delegações parlamentares
As delegações parlamentares podem ter caráter permanente ou eventual, devendo respeitar a proporcionalidade da representação dos grupos parlamentares. Quando as delegações não possam incluir representantes de todos os grupos parlamentares, a sua composição é fixada pela Conferência de Líderes e, na falta de acordo, pelo Plenário. As delegações da Assembleia da República elaboram um relatório com as informações necessárias à avaliação das suas finalidades, finda a sua missão ou, sendo permanentes, no final de cada sessão legislativa.
Na XV Legislatura, encontram-se constituídas delegações parlamentares junto da Assembleia Parlamentar da Comunidade de Países de Língua Portuguesa, Assembleia Parlamentar do Conselho da Europa, Assembleia Parlamentar do Mediterrâneo, Assembleia Parlamentar da União para o Mediterrâneo, Assembleia Parlamentar da NATO, Assembleia Parlamentar da Organização para a Segurança e Cooperação na Europa, Fórum Parlamentar Ibero Americano e União Interparlamentar.

### Grupos parlamentares de amizade
Os grupos parlamentares de amizade são organismos da Assembleia da República, vocacionados para o diálogo e a cooperação com os Parlamentos dos países amigos de Portugal. Os grupos parlamentares de amizade promovem as ações necessárias à intensificação das relações com o Parlamento e os parlamentares de outros Estados, como sejam o intercâmbio geral de conhecimentos e experiências, o estudo das relações bilaterais e do seu enquadramento nas alianças e instituições em que ambos os Estados participam, a divulgação e promoção dos interesses e objetivos comuns, a troca de informações e consultas mútuas tendo em vista a eventual articulação de posições em organismos internacionais de natureza interparlamentar, a reflexão conjunta sobre problemas envolvendo os dois Estados e os seus nacionais e busca de soluções que relevem da competência legislativa de cada um, e a valorização do papel, histórico e atual, das comunidades de emigrantes respetivos, porventura existentes.
A sua composição deve ter caráter pluripartidário e refletir a composição da Assembleia. Cada grupo parlamentar de amizade integra um presidente e dois vice-presidentes, sendo as presidências e vice-presidências, no conjunto, repartidas pelos grupos parlamentares em proporção do número dos seus Deputados. Sem prejuízo do princípio da proporcionalidade, os grupos parlamentares escolhem as presidências que lhes caibam, por ordem de prioridade, a começar pelo maior grupo parlamentar. O número de membros e a sua distribuição pelos diversos grupos parlamentares são fixados, por deliberação da Assembleia, sob proposta do Presidente da Assembleia da República, ouvida a Conferência de Líderes. Nenhum deputado pode pertencer a mais de quatro grupos parlamentares de amizade ou fóruns parlamentares. 
O elenco dos grupos parlamentares de amizade é fixado no início de cada legislatura por deliberação do Plenário, sob proposta do Presidente da Assembleia da República, ouvida a Conferência de Líderes. Quando tal se justifique, o Plenário pode deliberar sobre a criação de outros grupos parlamentares de amizade, ou a cessação ou suspensão de funcionamento de grupos parlamentares de amizade existentes. Cada grupo parlamentar de amizade visa, em regra, o relacionamento com entidades homólogas de um só país, sem prejuízo de deliberação em sentido contrário da Conferência de Líderes, após recomendação fundamentada da comissão parlamentar competente na área dos negócios estrangeiros. Só podem constituir-se grupos parlamentares de amizade com países com os quais Portugal mantenha relações diplomáticas e que disponham de instituições parlamentares, devendo assegurar-se a reciprocidade através da existência de grupo de amizade homólogo. No final de cada sessão legislativa é avaliada a constituição e subsistência de grupo parlamentar homólogo ou a existência de motivos justificativos para a sua não constituição. 
Os grupos parlamentares de amizade podem realizar reuniões com os grupos seus homólogos, relacionar-se com outras entidades que visem a aproximação entre os Estados e entre os povos a que digam respeito, e convidar a participar nas suas reuniões ou nas atividades que promovam ou apoiem membros do corpo diplomático, representantes de organizações internacionais, peritos e outras entidades cuja contribuição considerem relevante para a prossecução dos seus fins próprios. Cada grupo parlamentar de amizade elabora um programa de atividades anual, que submete a homologação do Presidente da Assembleia da República, e do qual dá conhecimento à comissão parlamentar permanente competente em matéria de negócios estrangeiros.
Na XVII Legislatura, a Assembleia da República possui grupos parlamentares de amizade com os seguintes países:
- África do Sul
- Angola
- Alemanha
- Andorra
- Arábia Saudita
- Argélia
- Argentina
- Armênia
- Bangladesh
- Bélgica
- Brasil
- Bulgária
- Cabo Verde
- Canadá
- Catar
- Cazaquistão
- Chile
- China
- Coreia do Sul
- Croácia
- Cuba
- Egito
- Estados Unidos
- Finlândia
- França
- Geórgia
- Grécia
- Guiné-Bissau
- Guiné Equatorial
- Hungria
- Índia
- Indonésia
- Irlanda
- Israel
- Itália
- Japão
- Luxemburgo
- Marrocos
- México
- Moçambique
- Moldávia
- Palestina
- Panamá
- Paquistão
- Polónia
- Reino Unido
- Roménia
- São Tomé e Príncipe
- Sérvia
- Suécia
- Suíça
- Tailândia
- Timor-Leste
- Tunísia
- Turquia
- Ucrânia
- Uruguai
- Venezuela

Para além destes, existem o Grupo Parlamentar Português sobre População e Desenvolvimento e o Grupo de Parlamentares Conexo com a UNESCO.

### Grupos parlamentares conexos com organismos ou associações internacionais
Podem constituir-se grupos de deputados especialmente interessados em acompanhar a atividade de um organismo ou de uma associação internacional, desde que as entidades representativas do mesmo o tenham solicitado ao Presidente da Assembleia da República. Os grupos referidos no número anterior são constituídos por deliberação do Plenário, sob proposta do Presidente da Assembleia da República, ouvida a Conferência de Líderes.

### Fóruns parlamentares bilaterais
Os fóruns parlamentares são organismos constituídos pela Assembleia da República e por parlamentos de países com os quais Portugal mantenha relações diplomáticas e que disponham de instituições parlamentares democraticamente eleitas, vocacionados para o diálogo e a cooperação reforçada e permanente. Cada fórum é constituído por resolução da Assembleia da República, integrando um número idêntico de membros de cada parlamento, devendo ter caráter pluripartidário e refletir a sua composição. Cada uma das instituições parlamentares pode instituir uma comissão permanente, com caráter pluripartidário e integrando um presidente e até dois vice-presidentes, bem como constituir grupos de trabalho ou de contacto temáticos para acompanhamento de matérias específicas. Só pode ser constituído, alternativamente, um fórum parlamentar bilateral ou um grupo parlamentar de amizade com cada país.

## Composição da Assembleia da República Portuguesa durante a Terceira República Portuguesa
Ao longo do tempo, o Parlamento apresentou a seguinte evolução do número de deputados por partido:
| PPD (73) CDS (42) | PCP (40) UDP (1) |

| PPD/PSD (73) PCP (40) | UDP (1) |

| PS (107) PPD/PSD (73)(a) CDS (42) | PCP (40) UDP (1) |

| PS (107) CDS (42) PPD/PSD (41)(a) | PCP (40) UDP (1) |

| PS (74) UDP (1) | APU (47) - PCP (44) - MDP/CDE (3) |

| FRS (74) - PS (66) - ASDI (4) - UEDS (4) | APU (41) - PCP (39) - MDP/CDE (2) UDP (1) |

| PS (60) PRD (7)(e) CDS (4) | CDU (31)(d) - PCP (29) - PEV (2) |

| PS (72) CDS (5) PSN (1) | CDU (17) - PCP (15) - PEV (2) |

| PPD/PSD (88) CDS (15) | CDU (15) - PCP (13) - PEV (2) |

| PPD/PSD (81) CDS-PP (15) B.E. (2) | CDU (17) - PCP (15) - PEV (2) |

| PS (96) B.E. (3) | CDU (12) - PCP (10) - PEV (2) |

| PPD/PSD (75) CDS-PP (12)(g) B.E. (8) | CDU (14) - PCP (12)(f) - PEV (2) |

| PPD/PSD (81) CDS-PP (21) B.E. (16) | CDU (15) - PCP (13) - PEV (2) |

| PS (74) B.E. (8) | CDU (16) - PCP (14) - PEV (2) |

| PS (86) B.E. (19) PAN (1) | CDU (17) - PCP (15) - PEV (2) |

| PPD/PSD (79) B.E. (19) CDU (12) - PCP (10) - PEV (2) | CDS-PP (5) PAN (4) CH (1) IL (1) L (1)(i) |

| PPD/PSD (79) B.E. (19) CDU (12) - PCP (10) - PEV (2) | CDS-PP (5) PAN (4) CH (1) IL (1) ind. (1)(i) |

| PPD/PSD (79) B.E. (19) CDU (12) - PCP (10) - PEV (2) | CDS-PP (5) PAN (3)(j) CH (1) IL (1) ind. (2)(j) |

| PPD/PSD (77) CH (12) IL (8) | PCP (6) B.E. (5) PAN (1) L (1) |

| PPD/PSD (75)(k) CH (12) IL (8) PCP (6) | B.E. (5) PAN (1) L (1) ind. (2)(k) |

| PS (78) CH (50) IL (8) B.E. (5) | PCP (4) L (4) PAN (1) |

| PS (78) CH (49) IL (8) B.E. (5) | PCP (4) L (4) PAN (1) ind. (1) (l) |

| CH (60) PS (58) IL (9) L (6) | PCP (4) B.E. (1) PAN (1) JPP (1) |

- ↑(a)  Em Julho de 1979, 32 deputados do PPD constituíram o Agrupamento de deputados Sociais-Democratas Independentes; um destes seria ministro do V Governo.
- ↑(b)  Cinco deputados independentes constituíram o Agrupamento Parlamentar dos Reformadores
- ↑(c)  Sete deputados independentes (UEDS-4; ASDI-3) constituíram agrupamentos parlamentares eleitos a partir das listas do PS
- ↑(d)  Dois deputados independentes ID constituíram agrupamento parlamentar até julho de 1988
- ↑(e)  Os deputados eleitos pelo PRD constituíram grupo parlamentar até dezembro de 1990
- ↑(f)  Em 28 de novembro de 2007, um deputado do PCP passou a deputado não inscrito
- ↑(g)  Em 17 de dezembro de 2008, um deputado do CDS-PP passou a deputado não inscrito
- ↑(h)  Em 6 de dezembro de 2018, um deputado do PS passou a deputado não inscrito
- ↑(i)  Em 30 de janeiro de 2020, a deputada do L passou a deputada não inscrita[16]
- ↑(j)  Em 25 de junho de 2020, uma deputada do PAN passou a deputada não inscrita[17]
- ↑(k)  Em 11 de janeiro de 2024, um deputado do PSD passou a deputado não inscrito e a 22 de janeiro de 2024, outro deputado do PSD passou a deputado não inscrito.
- ↑(l)  Em 24 de janeiro de 2025, um deputado do Chega passou a deputado não inscrito

### Gráfico de Evolução
- CH
- ADIM
- PPM
- CDS-PP
- IL
- PSN
- MPT
- PPD/PSD
- ASDI
- PRD
- JPP
- PAN
- PS
- UEDS
- L
- PCP
- PEV
- BE
- MDP
- UDP